# Eufairmairia acanthaspis
Eufairmairia acanthaspis är en insektsart som beskrevs av Leon Fairmaire. Eufairmairia acanthaspis ingår i släktet Eufairmairia och familjen hornstritar. Inga underarter finns listade i Catalogue of Life.